# Piliocolobus badius
Piliocolobus badius é uma espécie dos macacos do velho mundo. É freqüentemente caçado por chimpanzés.  Em 1994, os macacos dessa espécie infectaram muitos chimpanzés com o vírus Ebola ao serem comidos.